# Clinopodium
- Commons
- Wikispecies

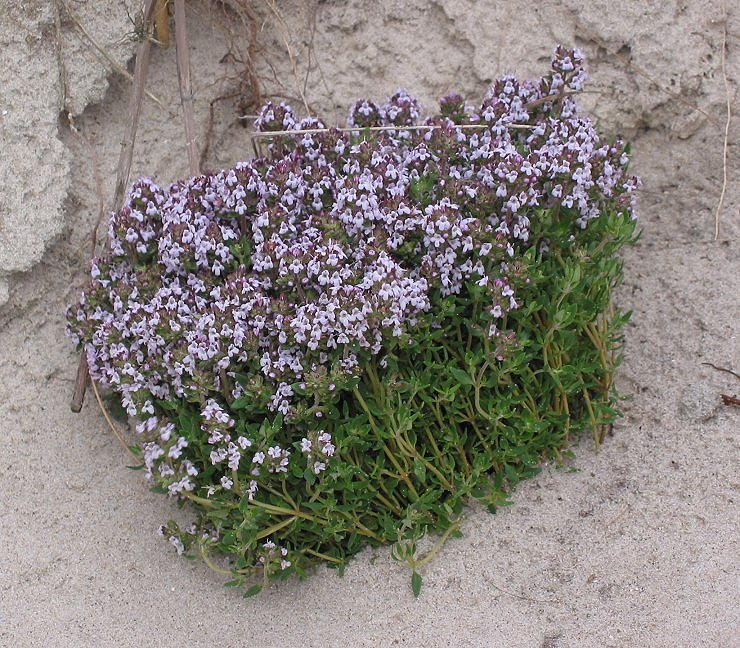
Clinopodium vulgare.

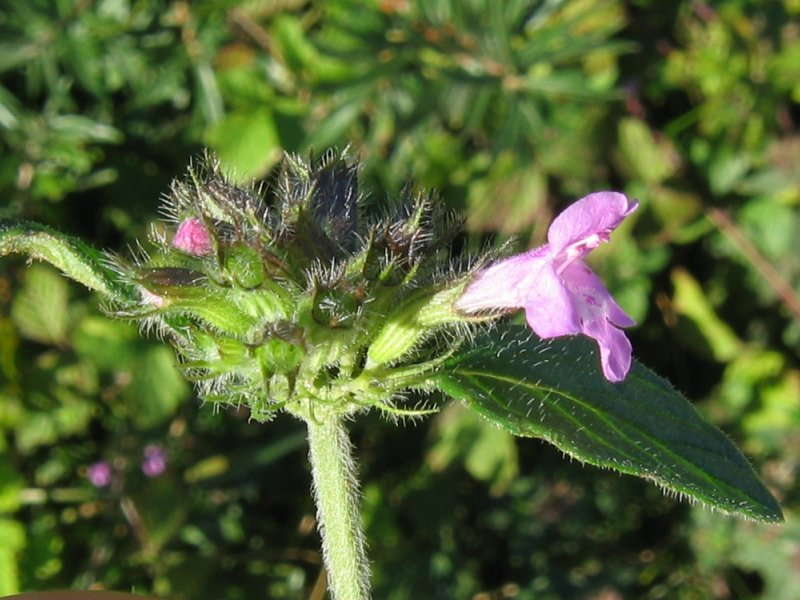
Clinopodium vulgare.

Clinopodium L.  é um gênero botânico da família Lamiaceae

## Classificação do gênero
| Sistema | Classificação                        | Referência               |
| ------- | ------------------------------------ | ------------------------ |
| Linné   | Classe Didynamia, ordem Gymnospermia | Species plantarum (1753) |